# 信和コミュニティ

信和コミュニティ株式会社（しんわこみゅにてぃかぶしきかいしゃ、英称：Shinwa Community Co. Ltd.）は、大阪市淀川区に本社を置く日本の不動産会社であり、所在は大阪市淀川区十三本町1丁目12番15号ドルチェヴィータIの3階に位置する。

## 概要
信和グループ・信和建設株式会社（本社：大阪市中央区、代表取締役：丸尾　順治）は、仲介管理部・みつけや本舗を2022年9月30日に分社し、現在は信和コミュニティ株式会社（シンワコミュニティ）、店舗名を「みつけや本舗」として事業を展開している。

## グループの企業理念
「一、人のよろこびを自分のよろこびとする。　一、人々の豊かな暮らし、社会の進歩発展に貢献する。一、永久に進化し続ける。」

## 沿革
- 2021年11月　会社設立
- 2022年9月　信和建設株式会社より分社化

## 事業内容
- 宅地建物の取引業
- 不動産管理業務
- 土木、建築工事請負業
- 駐車場の経営

## 信和グループ
- 信和建設株式会社
- 信和不動産株式会社
- 信和ホールディングス株式会社
- 株式会社新都計画
- Shinwa Real Estate (Thailand) Co.,Ltd.
- 信和ホテルズ株式会社
- 株式会社シニアスタイル
- 株式会社アリストジャパン
- 株式会社シルキーバード
- 大神田建設株式会社
- 株式会社Cyujo
- 株式会社エス・アイ・ルネス